# Crister Enander
Crister Enander, född 1960 i Jönköping, är skribent och författare. År 2022 tilldelades han Samfundet De Nios Julpris.

## Biografi
Enander har skrivit för Arbetet, KvällsPosten, Expressen, Svenska Dagbladet. Enander skriver litteraturkritik och kulturartiklar för bland andra Helsingborgs Dagblad, Gefle Dagblad, Arbetet, Sundsvalls Tidning. Enander var delaktig i utgivningen av satirtidningen Egget.

### Redaktör
- Andra tider : läsebok för folkhemmet  : novellantologi / redigerad av Crister Enander. Stockholm: Brevskolan. 1994. Libris 7431446. ISBN 9157442630
- En bok till Lars Forssell : en bok om Lars Forssell / sammanställd av Crister Enander. Höganäs: Wiken. 1992. Libris 7605442. ISBN 9171192808
- Delblanc, Sven (2009). Det är du själv som bestämmer! : politik, samtidskritik och litteraturdebatt från tre decennier redaktörer: Lars Ahlbom och Crister Enander. Umeå: h :ström - Text & kultur i samarbete med Delblancsällskapet. Libris 11608898. ISBN 9789173271103
- Forssell, Lars (1996). Loggbok : artiklar om litteratur och kultur 1944-91 / urval: Crister Enander. Stockholm: Hägglund. Libris 7606006. ISBN 9171230505
- Lundberg, Kristian; Enander, Crister (2013). Hat & bläck : en dialog om klasshat, litteratur och människans värde. Umeå: H:ström - Text & kultur. Libris 13555225. ISBN 9789173271868
- Sprengel, David (1990). Från sidan / urval och inledning av Crister Enander. Tradition (Cogito), 99-0900482-8. Solna: Cogito. Libris 7793034. ISBN 9197096261